# Солтберн
Солтберн (енгл. Saltburn) је филм са елементима трилера и комедије из 2023. Режију и сценарио потписује Емералд Фенел, док главне улоге тумаче Бари Киоган, Џејкоб Елорди, Розамунд Пајк, Ричард Е. Грант, Алисон Оливер и Арчи Мадекве. Радња је смештена средином 2000-их у Енглеској, а прати студента који постаје опседнут богатим колегом на свом колеџу, који га позива да проведе лето на имању његове ексцентричне породице.
Премијера је приказана 31. августа 2023. на Филмском фестивалу у Телјурајду, док је 17. новембра почело приказивање у Уједињеном Краљевству и одабраним биоскопима у Сједињеним Америчким Државама, након чега је 22. новембра започео са општим приказивањем а истог дана је и приказан на платформи Amazon Prime Video. Добио је позитивне рецензије критичара и освојио неколико награда, а био је номинован и за Златни глобус за најбољег главног глумца у играном филму (Киоган) и Златни глобус за најбољу споредну глумицу у играном филму (Пајк).

## Радња
Борећи се да пронађе своје место на Универзитету у Оксфорду, студент Оливер Квик (Бари Киоган) бива увучен у свет шармантног и аристократског Феликса Катона (Џејкоб Елорди), који га позива у Солтберн, пространо имање његове ексцентричне породице, на лето које никада неће моћи да заборави.

## Улоге
| Глумац          | Улога          |
| --------------- | -------------- |
| Бари Киоган     | Оливер Квик    |
| Џејкоб Елорди   | Феликс Катон   |
| Розамунд Пајк   | Елспет Катон   |
| Ричард Е. Грант | Џејмс Катон    |
| Алисон Оливер   | Венеција Катон |
| Арчи Мадекве    | Фарли Старт    |
| Кери Малиган    | Памела         |
| Пол Рис         | Данкан         |
| Јуан Мичел      | Мајкл Гејви    |
| Сејди Соверал   | Анабел         |
| Мили Кент       | Индија         |
| Рис Шерсмит     | професор Вер   |
| Дороти Аткинсон | Пола Квик      |
| Шон Дули        | Џеф Квик       |
| Лоли Адефол     | Дафни          |
| Џошуа Макгвајер | Хенри          |